# Porsche Tennis Grand Prix 2013
Porsche Tennis Grand Prix 2013 byl tenisový turnaj ženského profesionálního okruhu WTA Tour, hraný v hale Porsche-Arena na krytých antukových dvorcích. Konal se mezi 22. až 28. dubnem 2013 v německém Stuttgartu jako 36. ročník turnaje.
Rozpočet turnaje činil 795 707 dolarů. V rámci WTA Tour se řadil do kategorie WTA Premier Tournaments. Spolu s předcházejícím BNP Paribas Katowice Open představoval jednu ze dvou událostí tenisové sezóny, hranou na antuce v kryté hale. Nejvýše nasazenou hráčkou ve dvouhře byla ruská světová dvojka Maria Šarapovová, která titul z předchozího ročníku obhájila.

## Ženská dvouhra

### Nasazení
| Stát      | Hráčka              | WTA1) | Nasazení |
| --------- | ------------------- | ----- | -------- |
| Rusko     | Maria Šarapovová    | 2.    | 1.       |
| Čína      | Li Na               | 5.    | 2.       |
| Německo   | Angelique Kerberová | 6.    | 3.       |
| Itálie    | Sara Erraniová      | 7.    | 4.       |
| Česko     | Petra Kvitová       | 8     | 5        |
| Austrálie | Samantha Stosurová  | 9.    | 6.       |
| Dánsko    | Caroline Wozniacká  | 10.   | 7.       |
| Rusko     | Naděžda Petrovová   | 11.   | 8.       |

- 1) Žebříček WTA k 15. dubnu 2013.

### Jiné formy účasti
Následující hráčky obdržely divokou kartu do hlavní soutěže:
- Annika Becková
- Andrea Petkovicová

Následující hráčky postoupily z kvalifikace:
- Nastassja Burnettová
- Mirjana Lučićová Baroniová
- Bethanie Matteková-Sandsová
- Dinah Pfizenmaierová

### Skrečování
- Kirsten Flipkensová

## Ženská čtyřhra

### Nasazení
| Stát          | Hráčka                  | Stát          | Hráčka                | WTA1 | Nasazení |
| ------------- | ----------------------- | ------------- | --------------------- | ---- | -------- |
| Itálie        | Sara Erraniová          | Itálie        | Roberta Vinciová      | 3.   | 1.       |
| Rusko         | Naděžda Petrovová       | Slovinsko     | Katarina Srebotniková | 11.  | 2.       |
| Rusko         | Jekatěrina Makarovová   | Rusko         | Jelena Vesninová      | 13.  | 3.       |
| Spojené státy | Raquel Kopsová-Jonesová | Spojené státy | Abigail Spearsová     | 29.  | 4.       |

- 1 Žebříček WTA k 15. dubnu 2013; číslo je součtem žebříčkového postavení obou členek páru.

### Jiné formy účasti
Následující páry obdržely divokou kartu do hlavní soutěže:
- Mona Barthelová /  Sabine Lisická
- Jelena Jankovićová /  Mirjana Lučićová Baroniová
- Angelique Kerberová /  Andrea Petkovicová

Následující pár nastoupil do hlavní soutěže z pozice náhradníků:
- Jill Craybasová /  Megan Moultonová-Levyová

### Odhlášení
před zahájením turnaje
- Roberta Vinciová

## Přehled finále

### Ženská dvouhra
- Maria Šarapovová vs.  Li Na, 6–4, 6–3

### Ženská čtyřhra
- Mona Barthelová /  Sabine Lisická vs.  Bethanie Matteková-Sandsová /  Sania Mirzaová, 6–4, 7–5